# Arcvik Harutjunján
Arcvik Harutjunján örményül: Արծվիկ Հարությունյան, oroszul: Арцвик Арутюнян, művésznevén: Artsvik (Kapan, 1984. október 21. –) örmény-orosz énekesnő, dalszerző. Ő képviselte Örményországot a 2017-es Eurovíziós Dalfesztiválon Kijevben, Fly with Me című dalával.

## Magánélete
Artsvik 1984. október 21-én született Kapanban. Ötéves korában a család elhagyta Örményországot és Moszkvában költözött. A középiskola elvégzése után logopédusnak tanult a Moszkvai Állami Pedagógiai Egyetemen. 2016-ban visszaköltözött Örményországba.

## Pályafutása

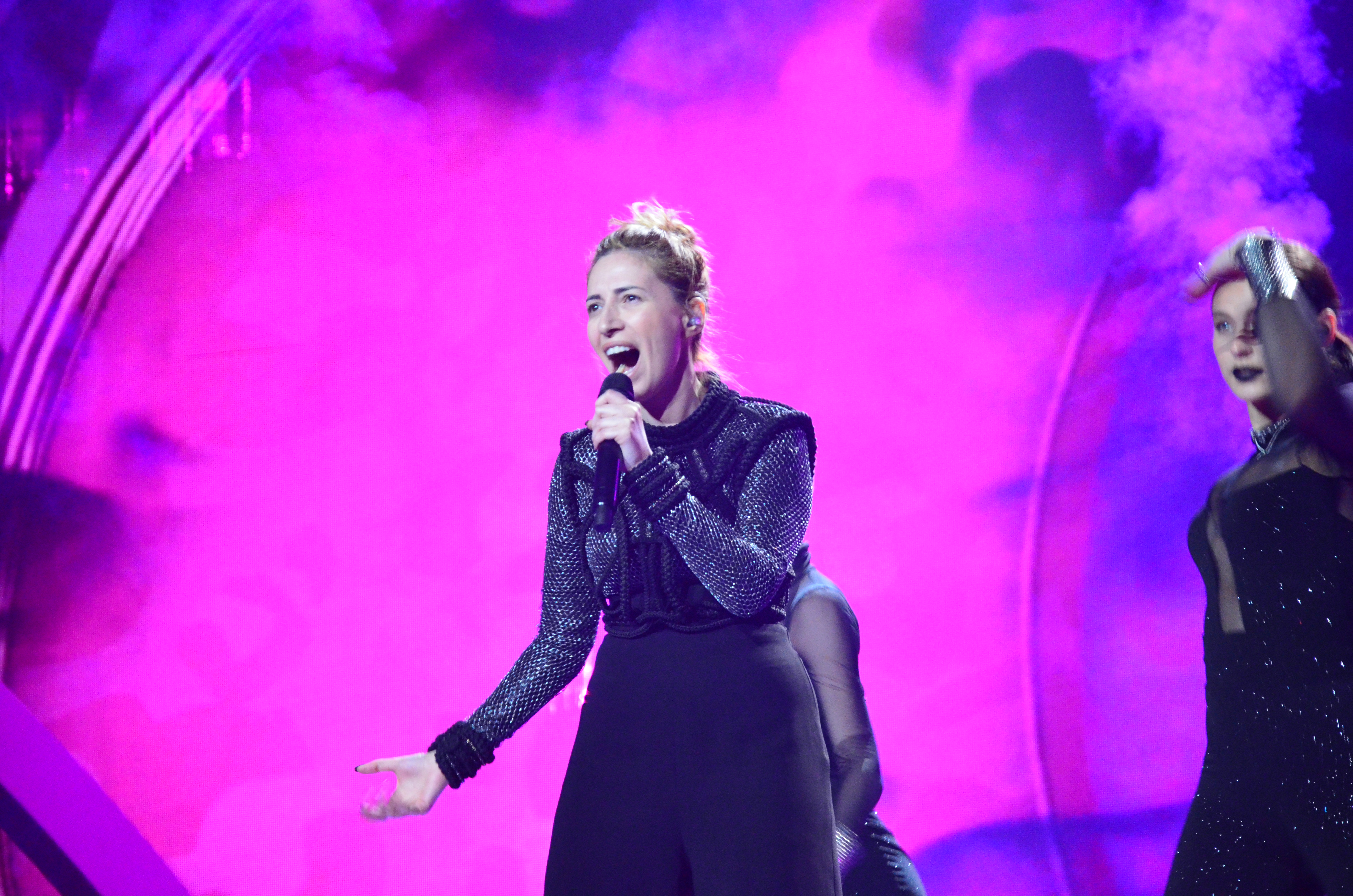
Az Eurovíziós Dalfesztiválon.

2013-ban jelentkezett az orosz The Voice második évadába. A meghallgatáson a négy mester közül ketten, Leonid Agutin és Pelageya fordult meg, az énekesnő utóbbit választotta mesteréül. A következő megmérettetés során, a párbajkörök alatt kiesett.
2016-ban  jelentkezett a Depi Evrateszil eurovíziós tehetségkutató műsorba, ahol a december 24-i döntőben sikerült győzelmet aratnia, így ő képviselhette hazáját az Eurovíziós Dalfesztiválon. Versenydala, a Fly with Me, 2017. március 18-án jelent meg, ez volt a verseny utolsó bemutatott dala. 
Az Eurovíziós Dalfesztiválon a dalt először a május 9-én rendezett első elődöntőben adta elő, ahonnan hetedik helyezettként sikeresen továbbjutott a május 13-i döntőbe. A szavazás során a zsűri szavazáson összesítésben tizennegyedik helyen végzett 58 ponttal, míg a nézői szavazáson tizennyolcadik helyen végzett 21 ponttal, így összesítésben 79 ponttal a verseny tizennyolcadik helyezettje lett.

## Diszkográfia

### Kislemezek
- Why? (2014)
- No Fear (2014)
- I Say Yes (2015)
- Fly with Me (2017)
- Mna Du (2017)
- Bang Bang (2019)
- Сердцем к небесам (2021)
- Снова во сне (2021)

### Közreműködések
- Stay (2021, Ragda Khanieva)